# Liam Kelly (futbolista nacido en 1996)
Liam Patrick Kelly (Glasgow, Escocia, Reino Unido, 23 de enero de 1996) es un futbolista británico que juega como portero en el Rangers F. C. de la Scottish Premiership de Escocia.

## Selección nacional
Recibió su primera convocatoria para la selección de Escocia en marzo de 2019, para los partidos contra Kazajistán y San Marino. Después de muchas convocatorias al equipo, Kelly hizo su debut internacional absoluto en un amistoso contra Francia el 17 de octubre de 2023. Fue seleccionado en la selección de Escocia para la Eurocopa 2024.

### Participaciones en Eurocopas
| Copa          | Sede     | Resultado    | Partidos | Goles |
| ------------- | -------- | ------------ | -------- | ----- |
| Eurocopa 2024 | Alemania | Primera fase | 0        | 0     |